# Куминово (посёлок, Московская область)
Куминово — посёлок в Дмитровском районе Московской области, в составе сельского поселения Куликовское.

## География
Посёлок расположен в центральной части района, примерно в 5 км к северо-западу от Дмитрова, на левом (западном) берегу канала имени Москвы, высота центра над уровнем моря 129 м. Ближайшие населённые пункты — Ивашево на противоположном берегу канала, Орево и Татищево — на севере.

## История
До 2006 года Куминово входило в состав Дядьковского сельского округа.
Постановлением Губернатора Московской области от 21 февраля 2019 года № 75-ПГ категория населённого пункта изменена с «деревня» на «посёлок».

## Население
| 2002 | 2006 | 2010 |
| ---- | ---- | ---- |
| 2    | ↗6   | ↗10  |